# Шлакоситаллы
Шлакоситаллы — стеклокристаллические материалы (ситаллы), получаемые управляемой катализированной кристаллизацией стёкол, сваренных на основе металлургических, топливных и других шлаков, минерального и синтетического сырья.
Пеношлакоситаллы — вспененные шлакоситаллы с ячеистой структурой, имеющий малую гигроскопичность и незначительное водопоглощение с рабочей температурой до 750 °С.
Материалы применяются для теплоизоляции, а также внутренней или наружной облицовки поверхностей.

## Технология получения
Зарождение центров кристаллизации и рост на них кристаллов основных кристаллических фаз происходят одновременно во всём объёме стекла в процессе термической обработки. Шлакоситаллы состоят из мельчайших кристаллов (размером от долей до нескольких мкм) в сочетании с остаточным стеклом (меньше 40 % по объёму).

## Свойства
Характеризуются высокой химической устойчивостью (кислото- и щёлочестойкость) и стойкостью к истиранию.

## История получения
Впервые шлакоситаллы синтезированы в 1959 году в результате совместных работ Константиновского (Донецкая область) завода «Автостекло» и Московского химико-технологического института имени Менделеева.
Шлакоситаллы получают на основе металлургических шлаков и модификаторов CaF2, TiO2 и других. У шлакоситаллов очень высокая прочность (Rсж = 300...600 МПа; Rиж = 90...120 МПа), износостойкость и химическая стойкость. Прочность близка с такими материалами как: гранит, габбро и т. п.
Шлакоситаллы получают из огненно-жидких шлаков, в которые вводят добавки, корректирующие их химический состав, и катализаторы кристаллизации (модификаторы TiO2, CaF2, P2O5 и другие). Шлакоситаллы при плотности 2500...2650 кг/м3 имеют высокую прочность (при сжатии до 650 МПа, при изгибе до 120 МПа), низкое водопоглощение (близко к нулю). Особенно ценные качества шлакоситаллов — высокая химическая и термическая стойкость, морозостойкость и малая истираемость.
Автоматизированное производство шлакоситалла методом непрерывного проката — первая в мире поточная механизированная линия была запущена на заводе «Автостекло» в городе Константиновка Донецкой области в 1966 году. Линия была разработана на основе результатов работы видного советского учёного-химика Н. М. Павлушкина по созданию технологий катализированной кристаллизации стёкол и выявлению путей управления этими процессами.

## Применение
Шлакоситаллы изготовляются в виде непрерывной ленты и прессованных плит. Окрашены в массе в белый или серый цвет, могут быть покрыты цветными керамическими красками. Изделия из шлакоситаллов недороги и долговечны, применяются в строительстве, химической, горнорудной и других отраслях промышленности для защиты строительных конструкций и оборудования от коррозии и абразивного износа.

### В строительстве
Шлакоситаллы используются в строительстве для мощения полов, лестничных ступеней, наружной облицовки стен (в том числе утепления) и внутренних перегородок (в том числе для звукоизоляции), включая облицовку ответственных частей гидросооружений, в качестве кровельного материала и для других целей.
В дорожном строительстве применяется в качестве дорожных плит для покрытия тротуаров и в качестве бортовых камней.